# AS Roma (női csapat)
Az Associazione Sportiva Roma (rövidítve AS Roma vagy egyszerűen Roma), egy olasz sportegyesület, amelynek női labdarúgó szakosztályát 2018-ban hozták létre. A klub megalakulása óta az olasz élvonalban szerepel.

## Klubtörténelem

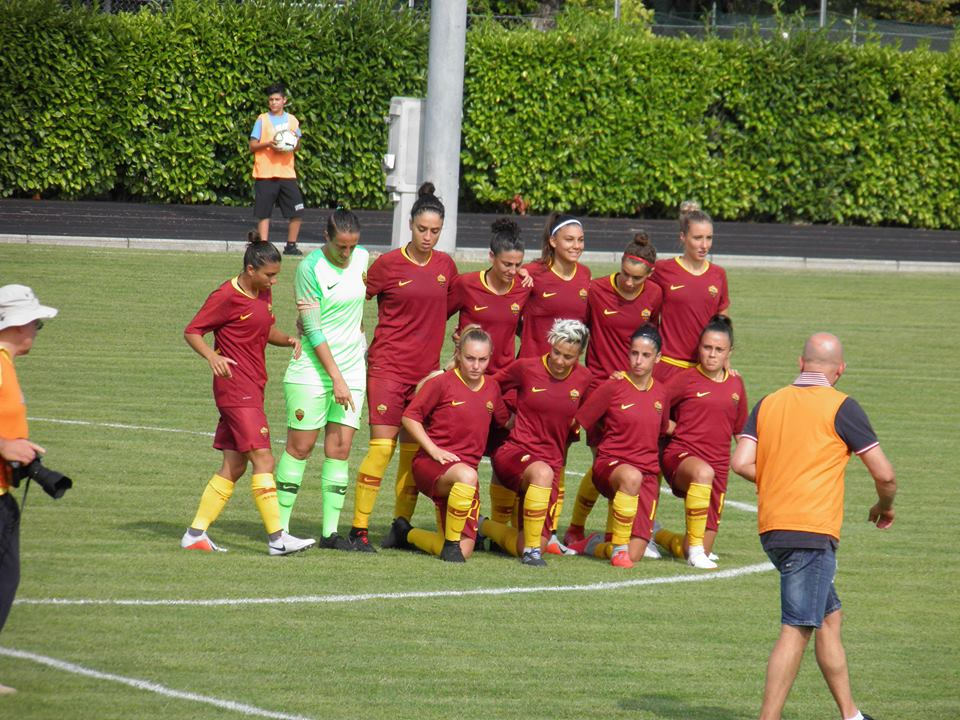
A Sassuolo elleni 2018-as bajnokin.
Felső sor, balról: Elisa Bartoli, Rosalia Pipitone, Martina Piemonte, Manuela Coluccini, Agnese Bonfantin, Angelica Soffia, Emma Lipman.
Alsó sor, balról: Giada Greggi, Federica Di Criscio, Claudia Ciccotti, Annamaria Serturini.

A 2018–2019-es szezon előtt a klubnak csak ifjúsági csapata volt, de miután megszerezték az utánpótlás klub Serie A licenccét, így létrejöhetett az AS Roma női szakosztálya. A klub első edzője Elisabetta Bavagnoli lett. Első két mérkőzésüket a bajnokságban a Sassuolo és a Juventus ellen is elvesztették. Az olasz kupában a 2018–19-es szezonban az elődöntőig jutottak, ott a Fiorentina csapata ellen maradtak alul, míg a bajnokságban a 4. helyen végeztek.
Az olasz kupa 2020–2021-es sorozatában első hazai sikerüket abszolválva a döntőig meneteltek, ahol a Milan ellen 0–0-ra végzett találkozót büntetőrúgásokkal nyerték meg. 2023. április 29-én megnyerték az első bajnoki címüket. A következő szezonban dupláztak, a bajnokság mellett a kupát is megszerezték.

## Sikerlista
- Olasz bajnok (2): 2022–23, 2023–24
- Olasz kupagyőztes (2): 2020–21, 2023–24
- Olasz szuperkupa-győztes (1): 2022

## Játékoskeret
2023. február 1-től
| #  |     | Poszt | Név                                               |
| -- | --- | ----- | ------------------------------------------------- |
| 1  | SWE | K     | Emma Lind                                         |
| 12 | ROM | K     | Camelia Ceasar                                    |
| 87 | SWE | K     | Stéphanie Öhrström                                |
| 2  | JPN | V     | Minami Moeka                                      |
| 3  | ITA | V     | Lucia Di Guglielmo                                |
| 6  | SWE | V     | Elin Landström                                    |
| 13 | ITA | V     | Elisa Bartoli                                     |
| 23 | AUT | V     | Carina Wenninger (kölcsönben a Bayern Münchentől) |
| 27 | SWE | V     | Beata Kollmats                                    |
| 32 | ITA | V     | Elena Linari                                      |
| 59 | ITA | V     | Emanuela Testa                                    |
| 5  | ITA | KP    | Norma Cinotti                                     |
| 7  | BRA | KP    | Andressa Alves                                    |
| 10 | ITA | KP    | Manuela Giugliano                                 |

| #  |     | Poszt | Név                 |
| -- | --- | ----- | ------------------- |
| 14 | ESP | KP    | Vicky Losada        |
| 16 | ITA | KP    | Claudia Ciccotti    |
| 20 | ITA | KP    | Giada Greggi        |
| 24 | ITA | KP    | Anastasia Ferrara   |
| 26 | NOR | KP    | Mina Bergersen      |
| 33 | SVN | KP    | Zara Kramžar        |
| 9  | ITA | CS    | Valentina Giacinti  |
| 11 | NOR | CS    | Emilie Haavi        |
| 15 | ITA | CS    | Annamaria Serturini |
| 18 | ITA | CS    | Benedetta Glionna   |
| 19 | SWE | CS    | Alva Selerud        |
| 21 | SLO | CS    | Nina Kajzba         |
| 22 | NOR | CS    | Sophie Haug         |

## Korábbi híres játékosok
| - Rachele Baldi - Agnese Bonfantini - Manuela Coluccini - Alice Corelli - Federica Di Criscio - Tecla Pettenuzzo - Martina Piemonte - Rosalia Pipitone - Valeria Pirone - Luisa Pugnali - Emma Severini - Flaminia Simonetti - Angelica Soffia - Thaisa | - Lindsey Thomas - Trudi Carter - Allyson Swaby - Emma Lipman - Osinachi Ohale - Andrine Hegerberg - Amalie Thestrup - Paloma Lázaro - Vanessa Bernauer - Marija Banušić - Petronella Ekroth - Milica Mijatović - Kaja Eržen |

## Vezetőedzők
- Elisabetta Bavagnoli (2018–2021)
- Alessandro Spugna (2021–)